# Padule (Sesto Fiorentino)
Padule è un sobborgo del comune di Sesto Fiorentino situato nella parte occidentale del territorio comunale, tra i comuni di Calenzano e Campi Bisenzio.

## Punti d'interesse
Pieve di Santa Maria e San Bartolomeo risalente al IX secolo. Questa chiesa, di antichissime origini, conserva ancora l'originaria struttura con archi e cunei di marmo, mentre al suo interno vi sono affreschi importanti, attribuiti a Filippo Tarchiani, risalenti al 1600.
In Padule furono costruiti importanti edifici di carattere signorile. Possiamo oggi riconoscere la Torre Galadini ed un vecchio tabernacolo sorretto da una colonnina di pietra. Su via del Risorgimento è possibile riconoscere gli elementi strutturali di Villa Rabatti. In via Chini è visibile una casa colonica, casa Pecchioli, dove si scorgono due stemmi in pietra, uno datato 1613 che testimoniano l'antico passato della zona di Padule. 

## Sport

### Baseball
Padule è rappresentato nel campionato italiano dal Padule Baseball. Affiliata alla FIBS dal 1980, vanta numerosi successi soprattutto in campo giovanile. Nel 2017 e nel 2018 la squadra ha partecipato alla massima serie nazionale.